# Газия
Газия (кайт. Гъазийа) — село в Кайтагском районе Дагестана.

## География
Село Газия расположено на высоте 606 метра над уровнем моря. Находится напротив Хунгия. Ближайшие населённые пункты — Маджалис, Ахмедкент, Санчи, Мижигли.

## Население
| 1888 | 1895 | 1926 | 1939 | 1970 | 1989 | 2002 |
| ---- | ---- | ---- | ---- | ---- | ---- | ---- |
| 168  | ↘166 | ↘90  | ↗121 | ↗201 | ↗245 | ↗314 |
| 2010 | 2021 |      |      |      |      |      |
| ↗388 | ↗493 |      |      |      |      |      |